# Jouko Paavola
Jouko Paavola, född 27 juli 1909 i Uleåborg, död 16 december 1972, var en finländsk teaterchef.
Paavola blev student 1928 och filosofie kandidat 1932. Han företog studieresor till England och Frankrike 1948 och 1949, Sovjetunionen 1951 samt Centraleuropa och Frankrike 1952. Han var chef för Studentteatern 1936–1938, Uleåborgsscenen 1940–1944, Kotka landskapsteater 1944–1949, Tammerfors teater 1949–1955, Åbo stadsteater 1955–1963 och rektor för Finska teaterskolan i Helsingfors 1963–1968. Han tilldelades Pro Finlandia-medaljen 1959.